# デルゲ王国
デルゲ王国は東チベットにあった小王国である。カム地方の産業・宗教・文化の中心であり、デルゲの町（現在の四川省カンゼ・チベット族自治州徳格県更慶〔デルゲ県ゴンチェン〕の町）を首都としていた。
それぞれギェルポ（王）と呼ばれる領主が治めていたデルゲ、ナンチェン、チャクラ、リンツァン、ラトーの五王国や、デパやプンポと呼ばれる世襲の首長の小邦が分立していたカムの中で、デルゲ王は最大の勢力であった。最盛期の人口は12,000戸から15,000戸であった。青海湖をもって北の国境とし、東はルジャルロン語のホルパ語を使用する諸邦であるチャンツイとリタン、南西はバタン、サナイ、ゴンジョ、ダヤ、ラト、チャムドとそれぞれ境を接していた。
デルゲ王国は金属細工で知られ、チベット仏教の超宗派運動の確立における重要な中心でもあった。デルゲ王家の人々は芸術の後援者として知られ、デルゲより輩出した芸術家には、王国の宮廷の上師であり、医師や宗教家としても知られたシトゥ・パンチェンなどがいた。デルゲ王は18世紀前半に清朝の土司制度に組み込まれ、徳格土司として冊封を受けながら王国の事実上の独立を謳歌していた。しかし19世紀後半以降、この地域は中国と中央チベットという東西の政権勢力に翻弄される複雑な歴史を辿ることになった。

## 歴史
デルゲ王は7世紀頃にチベット古代王国の東辺を支配していた有力な大臣家ガル氏にまで遡る系譜に連なることを自負していた。ガル一族は7世紀末にチベットを追放されたが、モンゴル帝国支配下の13世紀に一族の一人がサキャ派政権の下で重用され、クビライより千戸長に任命されてデルゲ方面に権力基盤を築いたとされる。以来、デルゲ一族はサキャ派との結びつきを保ち続けた。
デルゲは15世紀にデルゲ一族第31代ロドゥ・トプデンが本拠地に定めた土地であった。この地の有名なサキャ派の僧院であるデルゲ・ゴンチェン（デルゲ大僧院）をデルゲに創建した行者タントン・ギャルポを招いたのもロドゥ・トプデンであった。17世紀中葉にはグシ・ハンの東チベット遠征に関わり、その過程でペリの王の領地を獲得してグシ・ハンよりデルゲ僧王の称号を賜ったと伝えられる。18世紀にはデルゲ一族第40代テンパ・ツェリンが北の領地を征服し、その治下で王国は拡大した。
1720年代、清がジュンガル部のモンゴル軍をチベットより駆逐した後、カム地方はラサ政府所管の西部と、清の管轄する東部に分けられた（雍正のチベット分割）。こうして1727年までに、デルゲ王国を含めた東チベット東部は清の間接統治下に入った。デルゲ王国はカムという名の下に（スペンサー・チャップマンが「いっそう重要な諸地区」と呼んだところの）ニャロン、バタン、リタン、ホル五国といった他の諸邦と連結された。チャップマンはこのカムという名称について「条約や境界といった詳細に関して不確かであることに神経質になっているチベット政府にとって都合のよい不明瞭な用語」と表現した。1728年、清朝はデルゲ王テンパ・ツェリンに安撫使の官位を授け、1933年には高位の土司として宣慰司に昇格させた。これは事実上の独立を認めるものであったが、同時にデルゲ王には貢物の義務があった。後背地が変わってもこの地域の諸侯間の闘争は絶えることなく、1860年には、その二三十年前から近隣を襲って台頭してきたニャロンの首長がデルゲまで迫り、1863年にデルゲはニャロン軍に制圧された。当時この地方の所属する四川省を管轄する清朝には、これを平定する余力なく、代わりに秩序回復に乗り出したのはラサのチベット政府であった。チベット軍はニャロンの軍勢を撃破してその首長ゴンポ・ナムギェルを殺し、デルゲ王は所領に帰還することができた。ラサ政府はこれを機にニャロンを直轄地とし、ニャロン総督という官職を置いてカム地方を監督させ、ニャロンの侵略者に協力的であったと見られた僧や僧院に対しては厳罰を下した。初めはチベット軍の働きに感謝し、歓迎したデルゲの人々も、やがてはラサ政府が権威的な姿勢をもって東チベットに強い影響力を及ぼすようになったことに気付いた。清に戦費を請求するも受け容れられなかったラサ政府は、清からニャロン管轄の追認を受けたものの、名目上はデルゲ王を含めたカム諸侯は依然として清朝に帰属していた。が、ラサ政府はニャロン総督を通じてその近隣諸侯への支配権を既成事実化させたのであった。
1900年代初頭、エリック・R・コールズは英国のために、デルゲ王国の「最近」の歴史についての情報を含む報告書を作成した。コールズ・レポートによると、1895年、四川総督鹿傳霖はチャンツイに派兵し、さらにデルゲへと兵を進めた。デルゲ王ロドゥー・プンツォクとその家族は成都に連行された。四川軍は中国での政治的陰謀のために撤兵を余儀なくされたが、これを待たずして王は、ドルジェセンゲとジャムペル・リンチェンという二人の息子を残して逝ってしまった。ドルジェセンゲは中国人の支持を得たが、腹違いの弟であったとも言われるジャムペル・リンチェンには、チャンツイに支持者がいた。二人は王座をめぐって争ったが、1908年になってドルジェセンゲは、チベットで中国の政治的主権を確保するための軍事行動を起こしていた清の軍人、趙爾豊に支援を要請した。ジャムペル・リンチェンはラサに亡命することを余儀なくされ、ドルジェセンゲは手当金と引き換えに王国を中国へ引き渡した。趙爾豊は占拠した東チベットに西康省を立てた。その後、清および中華民国によるデルゲの直轄は1918年まで維持されたが、次には1913年にチベット独立を宣言したダライ・ラマ政権がカム地方に再び支配権を及ぼすようになった。土司制度も復活し、ドルジェセンゲはデルゲ王に復位した。1932年には中華民国の統治下に入ったが冊封体制は維持された。1950年代、中華人民共和国の統治下での民主改革により、デルゲの土司制度は廃止された。

## 宗教
デルゲ王は歴史上、サキャ派との結びつきが強かった。サキャ派のデルゲ・ゴンチェンの代々の座主は長らく王族の者が継承し、時には王みずからゴンチェン座主を兼ね、チューキギェルポ（法王）とも呼ばれた。ゲルク派が覇権的宗派として広範な影響力を有していた中央チベットとは対照的に、当時の東チベットでは宗教的多様性が比較的保たれており、歴代のデルゲ王はサキャ派以外の仏教各派（ゲルク派、カギュ派、ニンマ派）とボン教も保護した。特にカルマ・カギュ派やニンマ派の有力寺院を「五大家廟」として重要な後援対象とした。19世紀初頭のデルゲ王第43代ツェワン・ドルジェ・リグジンが編纂した『デルゲ王統史』には、先王たちが慈悲を以て全宗派を分け隔てなく後援したことを讃える記述がある。
18世紀のデルゲ王テンパ・ツェリンは、デルゲにカルマ・カギュ派の僧院を開いたタイシトゥ8世を師とし、印経院を建設した。この印経院（デルゲ・パルカン）はカギュ派やサキャ派の学僧が編纂に加わった仏典を開版し、質の高い印刷を行った。
18世紀末、デルゲ王は中央チベットにいたニンマ派の高名なテルトン、ジグメ・リンパを招こうとし、ジグメ・リンパは弟子のドドゥプチェンを行かせた。王は中央チベットへの旅の途中で客死し、王の子はまだ幼かったため、残された王妃は摂政となったが、ニンマ派をひいきにしたことでサキャ派と不和を生じ、追放された。息子（前述のツェワン・ドルジェ・リグジン）はサキャ派の教育を受けたが、長じて王に即くと全宗派の施主となった。
19世紀のデルゲは、ラサのチベット政府と北京の朝廷の両方に存在するゲルク派勢力に挟まれながらも独立を保ち、その宗教環境の中から登場した二人のラマ、ジャムヤン・キェンツェ・ワンポとジャムゴン・コントゥル・ロドゥ・タイェは、19世紀の東チベットに花開いたリメ（超宗派）運動の原動力となった。
ジャムヤン・キェンツェ・ワンポは、1820年に有力なデルゲ貴族の家に生まれた。父は王府の役人であった。サキャ派の高僧のトゥルクとして認定されたが、ニンマ派のミンドルリン寺で具足戒を受けて後、十数年の間チベットの各所を訪ね歩いた。チベットにおけるゲルク派のエスタブリッシュメントの陰で他の派の伝統が脇に追いやられているのを目の当たりにしたジャムヤン・キェンツェは、それらの教えが失われていくことを危惧して、あたう限り多くの貴重な教えの収集に努め、口頭伝授を通じて幾百の典籍を得てデルゲに帰還した。ボン教徒のデルゲ貴族の出身で、カルマ・カギュ派のトゥルクとなったジャムゴン・コントゥル・ロドゥ・タイェは、ジャムヤン・キェンツェ・ワンポと出会い、師弟関係を結んだ。かれは集めた教えをまとめて、ゾクチェンにまで至る仏教百科全書「シェチャ・クンキャプ・ズゥ」や浩瀚なテルマ集成「リンチェン・テルズゥ」を含む『五大蔵』を著した。ジャムヤン・キェンツェはデルゲにおけるその政治的影響力をもって、デルゲ印経院にてこれらの書巻を刊行することができた。こうしたかれらの活動によって多くの伝統の貴重な教えが失伝を免れ、保存されることになった。

## 脚註
1. ↑  デゲとも表記されるが、ここでは慣用的カナ表記のデルゲを採用する。
2. ↑  McCue, Gary (1999). Trekking in Tibet: A Traveler's Guide (2 ed.). The Mountaineers Bookl. p. 239. ISBN 0-89886-662-6
3. 1 2  Coales, Oliver R. (2003). “Narrative of a journey from Tachienlu to Ch'amdo and back via Batang”. In McKay, Alex. The History of Tibet. Routledge. p. 223. ISBN 0-415-30844-5
4. ↑  Rockhill, William Woodville (1891). The Land of the Lamas: Notes of a Journey Through China, Mongolia and Tibet. Century Co.. p. 228
5. ↑  Huber, Toni (2008). The Holy Land Reborn: Pilgrimage & the Tibetan Reinvention of Buddhist India. University of Chicago Press. p. 116. ISBN 0-226-35648-5
6. ↑  Berger, Patricia Ann (2003). Empire of Emptiness: Buddhist Art and Political Authority in Qing China. University of Hawaii Press. p. 145–146. ISBN 0-8248-2563-2
7. ↑  “Situ Panchen: Creation and Cultural Engagement in 18th-Century Tibet”.   Rubin Museum of Art. 2009年1月31日時点のオリジナルよりアーカイブ。2009年2月15日閲覧。
8. ↑  小林亮介「ダライラマ政権の東チベット支配（1865-1911） : 中蔵境界問題形成の一側面」
9. 1 2 3  Van Schaik, Sam (2011). Tibet: A History. Yale University Press. pp. 160-168.
10. ↑  ロラン・デエ 『チベット史』 今枝由郎訳、春秋社、2005年、p98
11. 1 2 3 4  Dorje, Gyurme (1999). Tibet Handbook: The Travel Guide (2, illustrated, revised ed.). Footprint Travel Guides. p. 469. ISBN 1-900949-33-4
12. ↑  Chapman, F. Spencer. (1940). Lhasa: The Holy City, p. 135. Readers Union Ltd., London.
13. 1 2 3  Coales, 224.
14. ↑  Coales, 202.
15. ↑  Coales, 222-223.
16. ↑  Coales, 224-225.
17. ↑  川田進「デルゲ印経院とデルゲ土司に見る中国共産党のチベット政策」
18. 1 2  小林亮介「一九世紀末〜二〇世紀初頭、ダライラマ政権の東チベット支配とデルゲ王国（徳格土司）」

座標: 北緯31度49分 東経98度40分 / 北緯31.817度 東経98.667度